# ザインエレクトロニクス
ザインエレクトロニクス株式会社（英: THine Electronics,Inc.）は、日本のベンチャー半導体メーカーであり、世界トップシェアを持つLSI製品もある。韓国、台湾に子会社を持つ。ファブレス企業である。

## 概要
液晶テレビ、スマートフォン、タブレットPC、事務機器、アミューズメント、セキュリティ機器、車載機器向けを中心にASSP（特定用途向け無標準品）、ASICの設計、開発、供給を行っている。

## 沿革
- 1991年 - 茨城県つくば市にてザインエレクトロニクス株式会社の前身となる株式会社ザイン・マイクロシステム研究所設立。
- 1992年 - 株式会社ザイン・マイクロシステム研究所と三星電子株式会社（韓国）との合弁により、東京都中央区日本橋大伝馬町にザインエレクトロニクス株式会社を設立
- 1997年 - 三星電子との合弁形式による経営を発展的に解消することで合意。自社ブランドによる液晶ディスプレイ向けデジタル信号処理チップのサンプル出荷開始
- 2000年 - 第10回「ニュービジネス大賞」アントレプレナー大賞最優秀賞を受賞
- 2001年 - アナログ・デジタル変換用LSI（ADC、Analog-to-Digital Converter）製品がLSIデザイン・オブ・ザ・イヤー2001 デバイス部門優秀賞受賞
- 2001年 - JASDAQ市場へ新規株式公開
- 2001年 - EOY（Entrepreneur of the Year）JAPAN 2001大賞受賞
- 2002年 - 日経BP社主催 2001ベンチャー・オブ・ザ・イヤー受賞
- 2002年 - 第13回東洋経済賞アントレプレナー・オブ・ザ・イヤーを受賞
- 2004年 - 電源制御用LSI製品の量産出荷開始
- 2005年 - HBS（ハーバード大学ビジネススクール）アントレプレナー・オブ・ザ・イヤー賞を受賞
- 2005年 - 車載用LSI製品の量産出荷開始
- 2006年 - エレクトロニクス業界特化型ベンチャーファンド「イノーヴァ」を設立
- 2009年 - ISP（Image Signal Processor、画像処理用LSI）事業譲受けによりザイン・イメージング・テクノロジ株式会社発足（2009年に事業統合完了）
- 2010年 - 携帯電話向け世界最高速画像処理LSI事業製品の量産出荷開始
- 2010年 - THine Electronics Korea, Inc.を韓国現地法人として設立
- 2010年 - 液晶ドライバの新高速インターフェースCalDriConを開発完了
- 2011年 - 台湾ファブレス企業Dazzo Technology社への資本参加
- 2011年 - V-by-One HSがデファクト・スタンダードとして広範に認知
- 2012年 - スマートフォン向け業界最高速・最小・低消費電力・低コストISP製品を量産
- 2012年 - 代表取締役・飯塚哲哉がIEEE（米国電気電子学会）よりIEEE Ernst Weber Engineering Leadership Recognitionを受賞